# Ashburton (Devon)
Ashburton – miasto w Wielkiej Brytanii, w Anglii w hrabstwie Devon, na skraju Parku Narodowego Dartmoor przy drodze A38. Największe miasto w obrębie parku narodowego.

## Historia
Miasto pojawia się w Domesday Book z roku 1086 pod nazwą Essebretone. W XVII wieku miasto było miejscem schronienia rojalistów po klęsce w pobliskim Bovey Tracey. Miasto było ośrodkiem wydobycia cyny i siedzibą administracji kopalń.